# 索布人
索布人，為一個分布範圍極小的西斯拉夫民族，主要分布在德国的薩克森與勃兰登堡两州境内。人口約為6万。他们居住的地区被称为盧日采（德语为Lausitz，索布语Łužica/Łužyca）。

## 历史
索布人的祖先是易北河流域斯拉夫人的一支，索布人是曾经广泛居住在今日德国东部地区的古斯拉夫部落文德人的唯一残余。他们于公元4世纪前后从鲁塞尼亚地区迁移至此，至6世纪以后先后为摩拉维亚帝国和德意志诸边境总督所征服，处于从属民族的地位。公元8~10世纪的分布地区是东自奥得河，西至萨勒河、北起施普雷河下游，南抵苏台德山脉。1002~1032年一度被波兰國王波列斯瓦夫一世征服，15~17世紀曾处于波希米亚王国治下。15世紀，其故地分为高地盧薩蒂亞和低地盧薩蒂亞。17世纪，同捷克失去联系，受萨克森统治。从12世纪开始，直至17世纪，大部分索布人逐漸地被日耳曼化，只有少量索布人仍然保持了原有的语言和民族文化。到19世纪初时，居住在德国卢萨蒂亚地区的索布人只剩下15万左右。随着19世纪末和20世纪初德国工业化进程的加速，这些索布人也大多被日耳曼化，即使自认是索布族的居民，也多能使用索布语和德语两种语言。纳粹德国统治时期，对索布人采取了强制同化的政策，索布语地名被禁用，索布语报纸被封禁。索布族的教师和知识分子被驱逐出德国，民族主义倾向的索布人则被关入集中营。第二次世界大战后，大量德意志难民从波兰和捷克涌入卢萨蒂亚地区，加剧了该地区索布族与德意志族之间的紧张关系。索布人成立了卢萨蒂亚索布民族代表会议，请求捷克斯洛伐克政府保护自己的利益，并出兵占领卢萨蒂亚地区，甚或在该地区建立独立的索布族国家。民主德国成立后承認其在德意志境內具有少數民族的地位。两德统一后，联邦德国政府也承认索布人的少数民族地位，宪法保障索布人享有使用本族语言，发展民族文化的平等权利。

## 語言與分布範圍
索布人所使用的语言为索布语（Sorben），索布语亦称為文德语（Wenden）。“Wenden”這個用語在過去一直帶有負面的意思，然而卻是低地索布人表明自己時的慣用語。世上目前存有兩種索布語，上索布語（按索布文的正確寫法為Hornjoserbšćina）以及低地索布語 (又稱下索布語，Dolnoserbsce)，下索布語已極度地瀕臨滅絕。高地索布語較接近於捷克語，而低地索布語較接近於波蘭語。按照索布族公共機構的資料顯示，時至今日，世上仍然有兩萬至三萬名仍在積極使用索布語的住民，另一項較高估的數據宣稱世上仍有七千名正在積極使用低地索布語的住民，而使用高地索布語者大約有一萬五千人，按照他們自己的說法世上共有六萬名索布人。這些住民有三分之二居住在薩克森的上卢萨蒂亚（Oberlausitz）（他們的分布區特別集中在位於包岑、卡門茨以及霍耶斯韋達之間），其他的住民居住在布蘭登堡的低地卢萨蒂亚（介於北方的呂本與南方的森夫滕貝格之間）。

## 流徙國外的索布族
高地索布族的另一分支居住在美國得克萨斯州李郡，並自稱為塞尔布人（Serbin）。在今日民眾尚可在過去成立的索布族學校裡參觀他們的家鄉博物館，館內詳細地陳列著索布族當年的祖先至美國墾荒的歷史。早期在塞爾濱族的聚落裡尚有出版以索布語書寫的報紙。塞爾濱語先強烈地受到德語影響，其後又受到英語的強烈影響。其餘的索布語屯墾區則分布於澳大利亞的一些地區。在1848年至1860年二十年間，澳洲共兩千多索布族人，其中漸漸地分化為四百多個不同的家族體系。而在澳大利亞索布語也強烈地受到德語影響，因為當時在澳洲大多數的索布人還不懂英文，因此大多數的索布人都遷移至德語區居住。在今日波蘭國境內仍然居住著許多具有索布族血統的人。在波蘭境內最具有索布族語言與文化特色的中心為鄒饒市（Sorau，索布語為Zarow），直至十八世紀索布族的婦女與女孩仍然會穿著象徵索布族的傳統鄒饒服飾，然而當時的索布人卻愈發地受到德意志政策的漠視甚至是壓迫，雖然另一方面也是因為受到自然地同化過程所影響，結果，至1843年只剩下5.4%鄒饒人仍稱自己為索布人，然而到了1900年這個比率只剩下0.1%。今天幾乎都使用波蘭文，僅有少數人以德語為母語，當年的索布族已日爾曼化。而其後，在二次大戰的尾聲，絕大部分的索布人遭到波蘭的驅逐，因為他們自己視自己為波蘭境內的德國人，而僅存的仍在波蘭居住的索布人至今已波蘭化。

## 今日負責索布族事務的組織機構
由於顧及到索布族在德意志境外沒有屬於自己的母國，統一條約第35條會議紀錄第十四項遂明定德意志有保障索布族的義務，因此德意志聯邦以國家層級的力量推動索布族的保存計畫。索布族獎助金為德意志聯邦與布蘭登堡及薩克森兩邦共同用來支持索布族語言、文化與傳統得以保存、發展、促進與擴展而設立的獎助金，其用意為促使索布人能表達出對自己語言文化的認同。三個捐助單位所捐出的促進金總數在2006年共為壹仟伍佰六十萬歐元，其個別所捐助之促進金數目如下所示：聯邦七百六十萬歐元、薩克森五百五十萬歐元、布蘭登堡二百六十萬歐元，其餘由公領域而得的補助金共五百六十萬歐元，在獎助金的網頁上詳細列出了受獎助者的名單。索布族的文化中心坐落在包岑與科特布斯兩大聚落點，在那裡民眾可以見到索布族的幼稚園與成打的索布族學校，在其中各有一所高地及低地索布族文科高級中學，這兩所文科高中皆瀕臨遭致關校命運的危險。1912年成立的中央利益代表處多謀明那（Domowina此字意為一種索布語詩意的對家鄉的表達方式，索布語的真正寫法為Zwjazk Łužiskich Serbow），它是十二所索布族協會與聯合會的共同聯盟，總成員共有五千八百人，在包參的索布族研究中心(Serbski Institut)的前身為1951年設立的索布民族研究機構(Institut za serbski ludospyt)，原為東德學術大學的一間學院。索布民族研究中心的設立目的是為了支持實際索布文化研究工作的推展以及促進索布語與索布文化在高地與低地卢萨蒂亚的復興與保存。同樣地，在包岑民眾也看得到一間歷史悠久的多謀明那出版社，幾乎所有有關於索布的書籍、報章雜誌在該出版社裡皆有出版。
在包岑的索布博物館坐落在歐騰堡的扎資豪斯，藉由博物館所舉辦的定期展覽會，人們可以對索布族從六世紀開始到現代的歷史以及索布民族的生活方式有一個綜觀性的了解。藉由固定變換主題的特展，人們能夠欣賞到索布族繪畫藝術的作品；而特展也會不時地討論一些特殊的歷史主題。索布族博物館為包岑縣的縣立博物館，博物館亦可由為了索布民族設立的獎助金那兒受到資助與促進。1716年12月10日，六位索布族的神學院大學生獲得萊比錫大學評議會的允許，成立了索布族的第一個社團「索布佈道討論會」。今日萊比錫大學的索布學研究中心為德國唯一有培育出索布語教師與索布學者的研究中心。在研究中心內的授課語言為高地與低地索布語。在最近這段期間有愈來愈多人對萊比錫大學的索布學以及為研究此學術而設的索布學大學課程感興趣而前來就讀，特別有許多就讀者是來自於斯拉夫語系的外國人。

## 媒體
出版的有高地索布日報Serbske Nowiny(索布日報)，南索布周報Nowy casnik(新報)，索布的文化月刊Rozhlad(觀點)，兒童雜誌Płomjo(火焰)，天主教的雜誌Katolski Posoł及新教的教會報紙Pomhaj Bóh。還有索布廣播，這個節目是德國中部廣播電臺及柏林–巴登布蘭登堡廣播電臺製作的。除了星期六之外，卡勞廣播電臺及霍亞斯維德每天都有幾個小時的索布語廣播，同時，在柏林–巴登布蘭登堡廣播電臺的所有南索布語廣播也可以上網收聽。柏林–巴登布蘭登堡廣播電臺給年輕人播放一小時的月報 Bubak 還有德國中部廣播電臺播放兩小時的周報 Radio Satkula。柏林–布蘭登堡廣播電臺從1992四月開始製作這個半小時的北索布電視雜誌《Łužyca》，德國中部廣播電臺經歷過一些運作的困難後，也在2001九月八日開始播放半小時的Wuhladko(德國觀點)，這些在每隔兩個星期的週六透過衛星可以收看。此外，德國中部廣播電臺每周日在電視頻道播放小沙人。

## 習俗
保留了很多的習俗，其中最重要的是復活節騎行及傳統彩蛋。流傳下來很多神話傳說，像是正午之女(Připołdnica/Přezpołdnica)、水男(Wódny muž),、天神的控訴(Bože sadleško),帶來錢與好運的龍(高地索布语：zmij,低地索布语：plon)。在高地索布的中心地帶，大約是劃分介於包岑、卡門茨、維蒂歇瑙。在那裡，路邊及屋前的花園有釘在十字架上的耶穌像，就像是有人照料的教堂或是小禮拜堂的標誌。這個民族信仰支撐著索布族的存在至今。索布族的服飾也令人印象深刻。年紀大的婦女天天穿著、年輕人就只在重大的節日，譬如在基督聖靈結時會穿上未婚女子的裝扮。索布族國家歌舞團(Serbski ludowy ansambl) 1952年在多莫維納的提議下成立。在維護索布族的捐贈贊助下，保留並培育了芭蕾、合唱團和交響樂團這三項索布族的傳統文化。